# 16759 Furuyama
16759 Furuyama (1996 TJ7) là một tiểu hành tinh vành đai chính được phát hiện ngày 10 tháng 10 năm 1996 bởi A. Nakamura ở Kuma Kogen.